# リチャード・ハミルトン (第4代ボイン子爵)
第4代ボイン子爵リチャード・ハミルトン（英語: Richard Hamilton, 4th Viscount Boyne、1724年3月24日 – 1789年7月30日）は、アイルランド王国の貴族、政治家。

## 生涯
グスタヴァス・ハミルトン（初代ボイン子爵グスタヴァス・ハミルトンの次男）とドロシア・ベリュー（Dorothea Bellew）の息子として、1724年3月24日に生まれた。1746年4月20日に伯父フレデリックの息子にあたる第2代ボイン子爵グスタヴァス・ハミルトンが死去すると、スタックアランの領地を継承した。
1755年から1760年までナヴァン選挙区の代表としてアイルランド庶民院議員を、1766年にミーズ県長官を務めた。1772年1月2日に兄フレデリックが死去すると、ボイン子爵位を継承した。
1789年7月30日にアイルランドで死去、息子グスタヴァスが爵位を継承した。

## 家族
ジョージアナ・ベリー（Georgiana Bury、ウィリアム・ベリーの娘）と結婚して、3男5女をもうけた。
- グスタヴァス（1749年 – 1816年） - 第5代ボイン子爵
- チャールズ（1750年10月6日 – 1794年） - 1782年、アン・マンセル（Anne Mansel、1710年頃 – 1785年5月、ローレイ・ドーキン・マンセルの娘）と結婚。1785年9月にクリストファー・カーワン・リスター（Christopher Kirwan Lister）の娘と再婚
- キャサリン - 1773年、ヒュー・ライアンズ・モンゴメリー（Hugh Lyons Montgomery）と結婚
- リチャード（1774年 – ?）
- メアリー
- バーバラ
- ソフィア - ウィリアム・ジョン・ロウ（William John Lowe）と結婚。後にビゴー・ヘンゼル（Bigoe Henzell）と再婚
- アン（1828年没） - トマス・クレイヴェン（Thomas Craven）と結婚